# Torneo de Queen's Club 2010
El Torneo de Queen's Club de 2010 es un torneo de tenis del ATP Tour 2010 y la edición nº33 de este campeonato. El torneo tendrá lugar en el Queen's Club en Londres, Reino Unido, desde el 7 de junio hasta el 13 de junio, de 2010. El torneo es un torneo de la serie 250. 

## Campeones

### Individual
Sam Querrey vs.  Mardy Fish 7–6(3), 7–5

### Dobles
Novak Djokovic /  Jonathan Erlich vs.  Karol Beck /  David Škoch 7–6(6), 2–6, [10–3]